# Ostatnia audycja
Ostatnia audycja – amerykańska tragikomedia z 2006 roku oparta na słuchowisku radiowym „A Prairie Home Companion” Garrisona Keillora. Ostatni film Roberta Altmana, nie był sam w stanie go skończyć i poprosił o dokończenie Paula Thomasa Andersona.

## Opis fabuły
Wytwórnia radiowa WLT zostaje sprzedana firmie z Teksasu. Z tego powodu zakończy nadawanie najpopularniejsza audycja radiowa „A Prairie Home Companion”, grająca od 32 lat. W deszczowy wieczór w St. Paul odbywa się ostatni odcinek show, tym razem na żywo z udziałem fanów, którzy nie wiedzą, że po raz ostatni usłyszą swoich ulubieńców muzyki country, m.in. siostry Johnson, Yolandę i Rhondę, śpiewających kowbojów Dusty'ego i Lefty'ego. Wszyscy aktorzy dają z siebie wszystko.

## Obsada
- Marylouise Burke – Evelyn
- Woody Harrelson – Dusty
- L.Q. Jones – Chuck Akers
- Tommy Lee Jones – Likwidator
- Garrison Keillor – GK
- Kevin Kline – Guy Noir
- Lindsay Lohan – Lola Johnson
- Virginia Madsen – Niebezpieczna kobieta
- John C. Reilly – Lefty
- Maya Rudolph – Molly
- Tim Russell – Al, kierownik sceny
- Sue Scott – Charakteryzatorka
- Meryl Streep – Yolanda Johnson
- Lily Tomlin – Rhonda Johnson
- Tom Keith – dźwiękowiec
- Jearlyn Steele
- Robin Williams (muzyk Country)
- Linda Williams
- Prudence Johnson

i inni